# ケヴィン・リマ
ケヴィン・リマ（Kevin Lima, 1962年 - ）は、アメリカ合衆国ロードアイランド州ポータケット生まれの、ウォルト・ディズニー・カンパニーに所属する映画監督、アニメーターである。

## 経歴
5歳の頃から、アニメーションに魅了されてカリフォルニア・インスティチュアート・オブ・アーツ(カルアーツ)のアニメーション学科を卒業して独立系のアニメーション製作に携った後に、1987年ディズニーに入社。
その後、『オリバー ニューヨーク子猫ものがたり』をはじめとし、『リトル・マーメイド』や『美女と野獣』、『アラジン』を手がける。
1995年公開の、『グーフィー・ムービー ホリデーは最高!!』にて監督デビューを果たす。監督作品である『ターザン』が世界的に大ヒットを記録。『102』では実写映画の監督としてもデビューしている。
映画以外では演劇に対して関心も高く、舞台｢Into the Woods｣では演出を手がけた。声優としてディズニー作品に出たこともある。

## 関連作品

### 監督
- グーフィー・ムービー ホリデーは最高!! (1995)
- ターザン (1999)
- 102 (2000)
- おてんばエロイーズ/キラキラ星のダンスパーティ (2003) (TV)
- 魔法にかけられて (2007)

### プロデューサー
- おてんばエロイーズ/キラキラ星のダンスパーティ 　Eloise at the Plaza (2003) (TV) 共同プロデューサー
- Eloise at Christmastime (2003) (TV) 共同プロデューサー
- ライアンを探せ! (2006) エグゼクティブプロデューサー

### ストーリー・ボード
- オリバー ニューヨーク子猫ものがたり(1988)
- アラジン (1992)

### キャラクターデザイン
- ブレイブ・リトル・トースター　The Brave Little Toaster (1987)
- リトル・マーメイド (1989)
- ビアンカの大冒険 ゴールデン・イーグルを救え! (1990)
- Rover Dangerfield (1991)

### アニメーター
- Sport Goofy in Soccermania (1986) (TV)
- ブレイブ・リトル・トースター　The Brave Little Toaster (1987)
- オリバー ニューヨーク子猫ものがたり (1988)

### 美術
- ビアンカの大冒険 ゴールデン・イーグルを救え! (1990)
- 美女と野獣 (1991)

### 声優
- グーフィー・ムービー ホリデーは最高!! (1995) (レスター役)
- 魔法にかけられて (2007) (ピップ役)